# Uppsala atletklubb
Uppsala atletklubb (UAK) är en idrottsförening i Uppsala, aktiv inom brottning. Klubben bildades 1919.
SM-guldmedaljörer från klubben är: Holger Lindberg (1920 i lättvikt) och Kenneth Ovsiannikov (1966 i weltervikt).